# Duncan MacPherson
Pour les articles homonymes, voir MacPherson.
Duncan Alvin MacPherson (né le 3 février 1966 à Saskatoon, dans la province de la Saskatchewan au Canada - mort le 9 août 1989 dans les Alpes de Stubai en Autriche) est un joueur canadien de hockey sur glace.

## Carrière de joueur
Choix de 1re ronde des Islanders de New York lors du repêchage de la Ligue nationale de hockey en 1984, il devint professionnel en 1986 en se joignant aux Indians de Springfield de la Ligue américaine de hockey. Il n'y joua que 26 parties lors de sa première saison avec le club.
Il y joua deux autres saisons avant de se joindre au Ice d'Indianapolis en cours de la saison 1988-1989. Après cette ultime saison en Amérique du Nord, il accepta de se joindre aux Dundee Tigers en Écosse en tant que joueur-entraîneur. Avant de rejoindre le club, il décida de prendre des vacances en Autriche. Il disparut sur le glacier des Alpes de Stubai en Autriche le 9 août 1989.
Il fallut plusieurs années avant que son corps soit retrouvé à la suite de la fonte de neige due à une vague de chaleur inhabituelle en juillet 2003 qui fit apparaître le corps pétrifié de Duncan MacPherson. Celui-ci fut découvert par un autre skieur le 18 juillet 2003 par hasard sur le glacier autrichien.

## Statistiques
| Saison    | Équipe                 | Ligue |    | Saison régulière | Saison régulière | Saison régulière | Saison régulière | Saison régulière |   | Séries éliminatoires | Séries éliminatoires | Séries éliminatoires | Séries éliminatoires | Séries éliminatoires |
| Saison    | Équipe                 | Ligue | PJ | B                | A                | Pts              | Pun              | PJ               | B | A                    | Pts                  | Pun                  |                      |                      |
| 1982-1983 | Blades de Saskatoon    | LHOu  | 5  | 2                | 4                | 6                | 16               | 2                | 0 | 0                    | 0                    | 0                    |                      |                      |
| 1983-1984 | Blades de Saskatoon    | LHOu  | 45 | 0                | 14               | 14               | 74               | -                | - | -                    | -                    | -                    |                      |                      |
| 1984-1985 | Blades de Saskatoon    | LHOu  | 69 | 9                | 26               | 35               | 116              | 3                | 0 | 0                    | 0                    | 4                    |                      |                      |
| 1985-1986 | Blades de Saskatoon    | LHOu  | 70 | 10               | 54               | 64               | 147              | 13               | 3 | 8                    | 11                   | 38                   |                      |                      |
| 1986-1987 | Indians de Springfield | LAH   | 26 | 1                | 0                | 1                | 86               | -                | - | -                    | -                    | -                    |                      |                      |
| 1987-1988 | Indians de Springfield | LAH   | 74 | 5                | 14               | 19               | 213              | -                | - | -                    | -                    | -                    |                      |                      |
| 1988-1989 | Indians de Springfield | LAH   | 24 | 1                | 5                | 6                | 69               | -                | - | -                    | -                    | -                    |                      |                      |
| 1988-1989 | Ice d'Indianapolis     | LIH   | 33 | 1                | 4                | 5                | 23               | -                | - | -                    | -                    | -                    |                      |                      |